# Коплей (Пенсільванія)
Коплей (англ. Coplay) — місто (англ. borough) в США, в окрузі Лігай штату Пенсільванія. Населення — 3348 осіб (2020).

## Географія
Коплей розташований за координатами 40°40′15″ пн. ш. 75°29′44″ зх. д. / 40.67083° пн. ш. 75.49556° зх. д. (40.670709, -75.495547).  За даними Бюро перепису населення США в 2010 році місто мало площу 1,62 км², з яких 1,58 км² — суходіл та 0,04 км² — водойми.

## Демографія
Згідно з переписом 2010 року, у селищі мешкали 3192 особи в 1422 домогосподарствах у складі 888 родин. Густота населення становила 1966 осіб/км².  Було 1501 помешкання (924/км²).
Расовий склад населення:
| - 92,5 % — білих - 2,6 % — чорних або афроамериканців - 1,0 % — азіатів - 0,3 % — корінних американців - 2,0 % — осіб інших рас |

До двох чи більше рас належало 1,5 %. Частка іспаномовних становила 6,3 % від усіх жителів.
За віковим діапазоном населення розподілялося таким чином: 18,0 % — особи молодші 18 років, 63,0 % — особи у віці 18—64 років, 19,0 % — особи у віці 65 років та старші. Медіана віку мешканця становила 45,3 року. На 100 осіб жіночої статі у селищі припадало 86,0 чоловіків;  на 100 жінок у віці від 18 років та старших — 83,6 чоловіків також старших 18 років.
Середній дохід на одне домашнє господарство  становив 55 425 доларів США (медіана — 43 750), а середній дохід на одну сім'ю — 67 886 доларів (медіана — 64 489). Медіана доходів становила 44 261 долар для чоловіків та 36 631 долар для жінок. За межею бідності перебувало 12,4 % осіб, у тому числі 24,3 % дітей у віці до 18 років та 2,8 % осіб у віці 65 років та старших.
Цивільне працевлаштоване населення становило 1606 осіб. Основні галузі зайнятості: освіта, охорона здоров'я та соціальна допомога — 25,0 %, роздрібна торгівля — 14,9 %, науковці, спеціалісти, менеджери — 11,8 %, виробництво — 9,8 %.